# Camille Thurman
Camille Thurman (Queens, 22 december 1986) is een Amerikaanse jazzmuzikante (zang, saxofoon, fluit) en componiste.

## Biografie
Thurman begon al vroeg te zingen. Ze bezocht de Fiorello H. LaGuardia High School of Music & Art and the Performing Arts en leerde fluitspelen. Op 15-jarige leeftijd kreeg ze haar eerste saxofoon om spoedig daarna professioneel op te treden. Na het behalen van haar diploma kreeg ze een universiteitsafronding in geologie en milieuwetenschap aan de Binghamton University, voordat ze haar carrière als muzikante vervolgde in New York en werkte ze in het daar aanwezige jazzcircuit vanaf midden jaren 2000 met onder meer Wynton Marsalis & The Jazz at Lincoln Center Orchestra, Whitney Marchelle (Dig Dis), Shamie Royston en de formatie Nickel and Dime Ops (Resuscitation Music, 2018). Haar zangstijl wordt vergeleken met die van Ella Fitzgerald.
Haar debuutalbum Spirit Child (Hot Tone Music) bracht ze uit in 2013, gevolgd door Origins, dat Thurman had ingespeeld in 2011/2013 met verschillende bezettingen met Enoch Smith jr., Luis Perdomo, Brandee Younger, Corcoran Holt, Rudy Royston en Shirazette Tinnin. Ze trad bovendien op met Chaka Khan, Benny Golson, Dr. Lonnie Smith, Alicia Keys, Nicholas Payton en Russell Malone. In Europa trad ze op met Sisters in Jazz van Dorota Piotrowska. Op het gebied van de jazz was ze tussen 2008 en 2018 betrokken bij zeven opnamesessies. Tegenwoordig (2019) treedt Thurman op met eigen formaties resp. met het Darrell Green Quartet (o.a. met een Horace Silver Tribute-project) in clubs en speellocaties als het Kennedy Center, Smalls, Dizzy's Club Coca Cola en The Jazz Gallery.

## Onderscheidingen
In 2013 was Thurman halvefinaliste bij de Sarah Vaughan Vocal Competition. In 2015 kreeg ze de Martin E. Segal Award in de categorie Young Outstanding Artists en de ASCAP Herb Alpert Young Jazz Composers Award.

## Discografie
- 2017:  Inside the Moment (Chesky Records) met Mark Whitfield, Ben Allison, Billy Drummond
- 2018: Waiting for the Sunrise (Chesky Records) met Jeremy Pelt, Jack Wilkins, Cecil McBee, Steve Williams

- Library of Congress Control Number: no2015139321
- MusicBrainz: 71f39a7a-c07b-4537-b9af-188a049d643f
- Virtual International Authority File: 146144782706111707165
- WorldCat: E39PBJtXbpMFKvKpBjX6Pmqfbd